# Републикански път III-104
Републикански път IIІ-104 е третокласен път, част от републиканската пътна мрежа на България, на територията на област Кюстендил. Дължината му е 28,1 км.
Пътят се отклонява надясно при 346,1 км на Републикански път I-1 югозападно от село Слатино, преминава над реките Джерман и Струма и достига до град Бобошево. От там се изкачва нагоре покрай десния бряг на Струма през живописния Скрински пролом и през селата Доброво и Пастух и достига до село Четирци, където се съединява с Републикански път III-622 при неговия 2,4-ти км.
| Пътища, отклоняващи се надясно (населено място, № на пътя, посока на пътя) | Км   | Пътища, отклоняващи се наляво (посока на пътя, № на пътя, населено място) |
| -------------------------------------------------------------------------- | ---- | ------------------------------------------------------------------------- |
| Община Бобошево, I-1, 346,1 км →                                           | 0,0  | → 346,1 км, I-1, Община Бобошево                                          |
| (за с. Сопово) общински път ←                                              | 1,3  |                                                                           |
| гр. Бобошево                                                               | 4    | → гр. Бобошево, общински път (за с. Драгодан)                             |
|                                                                            | 5,8  | → общински път (за с. Доброво)                                            |
| (за с. Вуково) общински път ←                                              | 7,5  | → общински път (за с. Доброво)                                            |
|                                                                            | 10,2 | → общински път (за с. Скрино)                                             |
| Община Невестино                                                           | 15,9 | Община Невестино                                                          |
| с. Пастух                                                                  | 18,1 | с. Пастух                                                                 |
| (от с. Невестино), III-622, 2,4 км, с. Четирци →                           | 28,1 | → Четирци 2,4 км, III-622, за ГКПП „Невестино“ (в проект)                 |